# SS Omrah
Le SS Omrah est un paquebot de l'Orient Steam Navigation Company construit en 1899 pour le transport de passagers entre le Royaume-Uni et l'Australie. Pendant la Première Guerre mondiale, le navire est utilisé comme navire de transport de troupes. Le 12 mai 1918, alors qu'il faisait route de Marseille à Alexandrie, l'Omrah est torpillé et coulé par le sous-marin allemand UB-52 à 40 milles nautiques (74 km) de la Sardaigne,. Une personne à bord de l'Omrah meurt dans l'attaque.